# Sveriges Föreningsbank
Sveriges Föreningsbank AB var en bank som bildades 1989 genom en sammanslagning av de tolv regionala bankerna inom Sveriges Föreningsbankers Förbund. Föreningsbankernas Bank, centralbank för föreningsbanksrörelsen, förblev separat som ett dotterbolag till koncernen.
De trehundra lokala föreningsbankerna inkluderades inte i sammanslagningen utan förblev fristående till 1992, då Föreningsbanken bildades.